# Saint-Honoré (Isère)
Pour les articles homonymes, voir Saint-Honoré.
Saint-Honoré est une commune française située dans le département de l'Isère, en région Auvergne-Rhône-Alpes.

## Géographie

### Situation et description
Rattaché à la communauté de communes de la Matheysine, Saint-Honoré est un village de l'est du plateau matheysin, situé à quelques kilomètres au nord de la ville de La Mure et non loin de la route Napoléon (RN85).

### Communes limitrophes
- Villard-Saint-Christophe (au nord)
- Pierre-Châtel (à l'ouest)
- La Mure (au sud)
- Nantes-en-Ratier (au sud-est),
- La Valette (à l'est mais sans accès routier)
- Lavaldens (au nord-est mais sans accès routier)

### Climat
Pour des articles plus généraux, voir Climat d'Auvergne-Rhône-Alpes et Climat de l'Isère.
En 2010, le climat de la commune est de type climat de montagne, selon une étude du Centre national de la recherche scientifique s'appuyant sur une série de données couvrant la période 1971-2000. En 2020, Météo-France publie une typologie des climats de la France métropolitaine dans laquelle la commune est exposée à un climat de montagne ou de marges de montagne et est dans une zone de transition entre les régions climatiques « Alpes du nord » et « Alpes du sud ». 
Pour la période 1971-2000, la température annuelle moyenne est de 8 °C, avec une amplitude thermique annuelle de 16,9 °C. Le cumul annuel moyen de précipitations est de 1 098 mm, avec 8,8 jours de précipitations en janvier et 6,9 jours en juillet. Pour la période 1991-2020, la température moyenne annuelle observée sur la station météorologique de Météo-France la plus proche, « La Mure-radome », sur la commune de La Mure à 6 km à vol d'oiseau, est de 8,5 °C et le cumul annuel moyen de précipitations est de 948,6 mm,. Pour l'avenir, les paramètres climatiques de la commune estimés pour 2050 selon différents scénarios d'émission de gaz à effet de serre sont consultables sur un site dédié publié par Météo-France en novembre 2022.

### Hydrographie
Saint-Honoré est situé sur un plateau humide sillonné de canaux de drainage. Seuls cours d'eau, le ruisseau de la Mouche et son affluent le ruisseau des Gorges, qui prennent leur source sous la crête sud du Tabor et se jettent dans la Jonche, affluent du Drac, à Susville.

### Voies de communication
Saint-Honoré est traversé du nord au sud par la route départementale 115, qui relie Laffrey (10 km au N) à Nantes-en-Ratier (1 km au SE).
La route nationale 85 (Grenoble - Gap) passe à 3 kilomètres à l'ouest de Saint-Honoré, mais il n'y a aucun accès direct à la nationale depuis le chef-lieu. Pour joindre Grenoble, il faut aller retrouver la RN 85 à Laffrey, pour Gap à la Mure en passant par Nantes-en-Ratier et la D 114, ou par la D 115c de Fugières à la ZA du Villaret au nord de la Mure.

### Lieux-dits et écarts

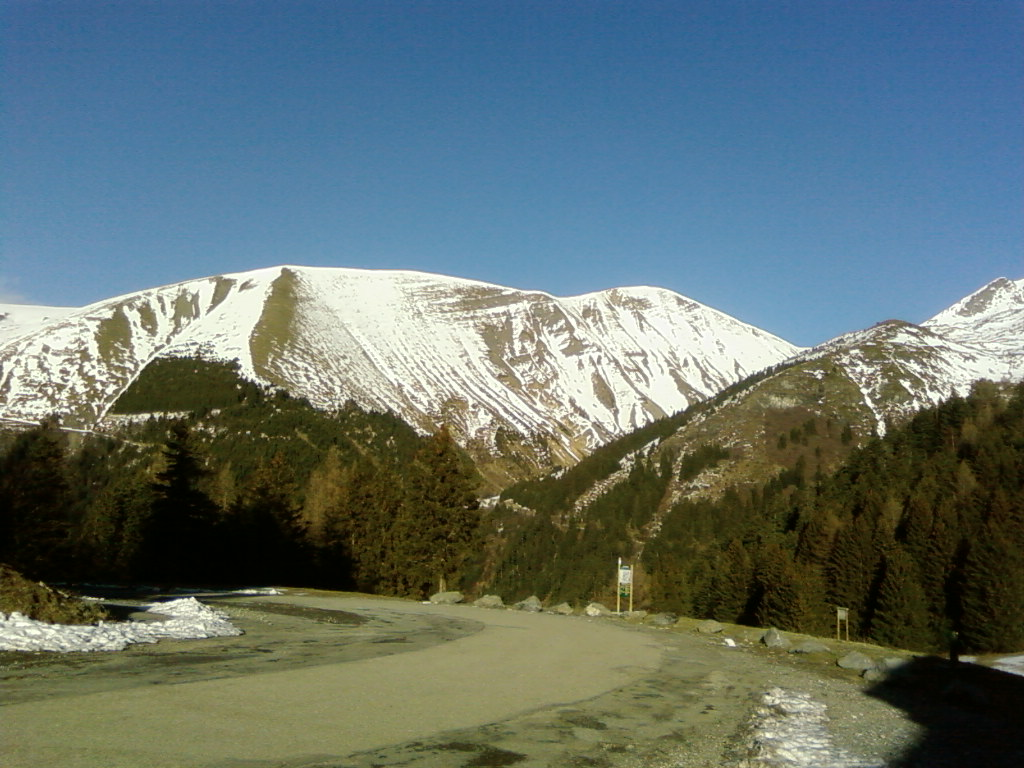
Ancienne piste de la station (Saint Honoré 1500.

La Chaud (Saint Honoré 1500), Comboursière, les Bruyères, Combalberte, Jadin, les Alemans, Fugières, Saint-Honoré Village, les Mazuers, les Auches, les Clos, Tors, le Terroir, les Sagnes, Payon, Pontcharra, le Marais.

## Urbanisme

### Typologie
Au 1er janvier 2024, Saint-Honoré est catégorisée commune rurale à habitat dispersé, selon la nouvelle grille communale de densité à sept niveaux définie par l'Insee en 2022.
Elle est située hors unité urbaine. Par ailleurs la commune fait partie de l'aire d'attraction de Grenoble, dont elle est une commune de la couronne,. Cette aire, qui regroupe 204 communes, est catégorisée dans les aires de 700 000 habitants ou plus (hors Paris),.

### Occupation des sols
L'occupation des sols de la commune, telle qu'elle ressort de la base de données européenne d’occupation biophysique des sols Corine Land Cover (CLC), est marquée par l'importance des forêts et milieux semi-naturels (55 % en 2018), en augmentation par rapport à 1990 (54 %). La répartition détaillée en 2018 est la suivante : 
milieux à végétation arbustive et/ou herbacée (30,2 %), prairies (24,1 %), zones agricoles hétérogènes (17,4 %), forêts (16,6 %), espaces ouverts, sans ou avec peu de végétation (8,1 %), zones urbanisées (2,1 %), zones industrielles ou commerciales et réseaux de communication (1,4 %). L'évolution de l’occupation des sols de la commune et de ses infrastructures peut être observée sur les différentes représentations cartographiques du territoire : la carte de Cassini (XVIIIe siècle), la carte d'état-major (1820-1866) et les cartes ou photos aériennes de l'IGN pour la période actuelle (1950 à aujourd'hui).

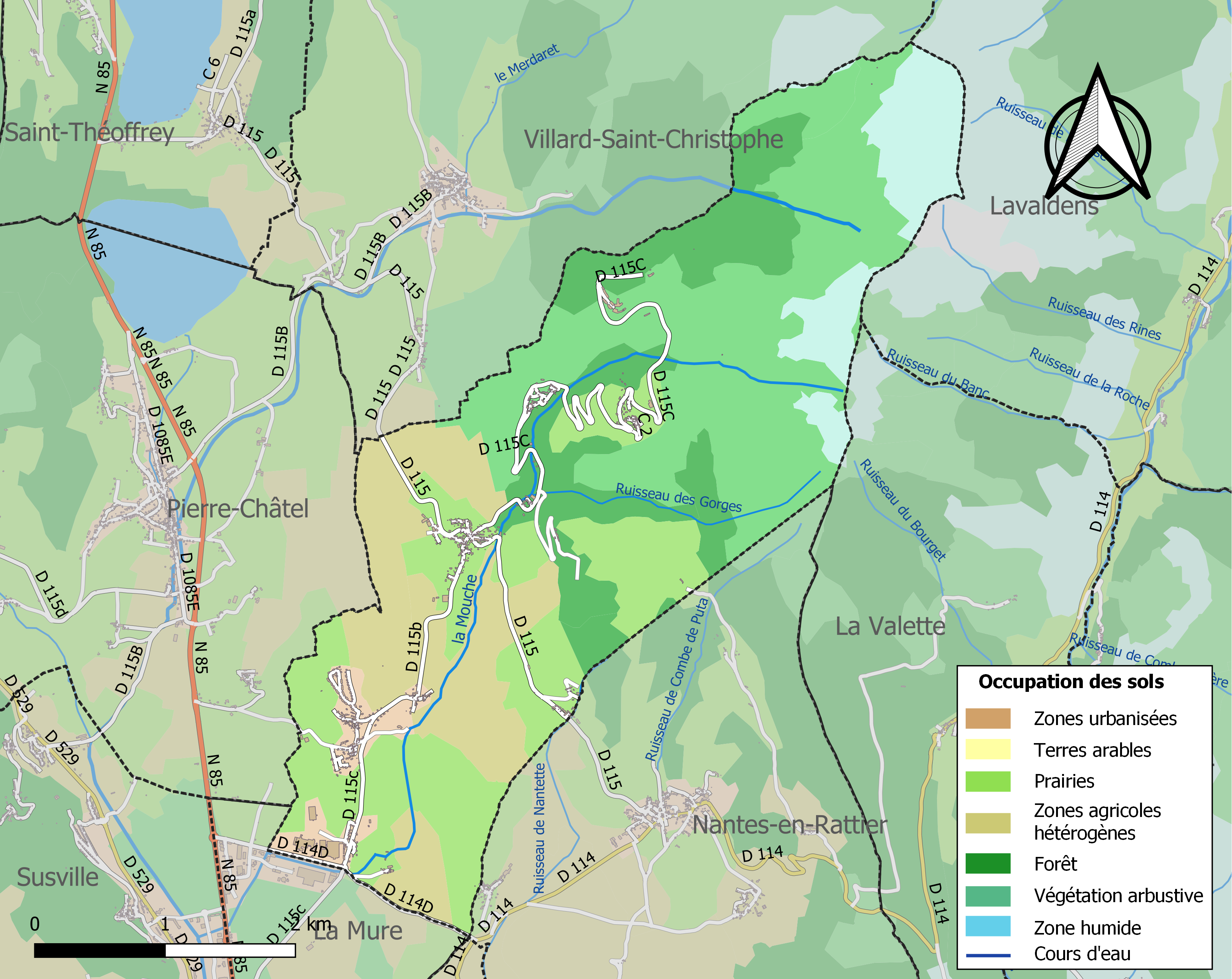
Carte des infrastructures et de l'occupation des sols de la commune en 2018 (CLC).

### Risques naturels et technologiques

#### Risques sismiques
L'ensemble du territoire de la commune de Saint-Honoré est situé en zone de sismicité no 3, dite « modérée » (sur une échelle de 1 à 5), comme la plupart des communes de son secteur géographique. Son territoire se situe cependant au sud de la limite d'une zone sismique classifiée de « moyenne ».
| Type de zone | Niveau            | Définitions (bâtiment à risque normal) |
| ------------ | ----------------- | -------------------------------------- |
| Zone 3       | Sismicité modérée | accélération = 1,1 m/s2                |

## Toponymie
Toponymie des différents lieux et écarts :
- La Chaud : présence de fours à chaux
- Comboursière : il s'agit d'une combe aux ours au-dessous du château des Comboursiers (qui appartenait au seigneur des Alemans de Comboursier)
- Les Bruyères : lié à la bruyère
- Combalberte : peut-être lié à une certaine Alberte
- Jadin : les Dzadins (en patois) ensemble de gadinières (parcs à moutons en pierres)
- Les Alemans : doit son nom à une tour appartenant au seigneur des Alemans de Comboursier
- Fugières : dérive de fougère
- Saint Honoré Village : lieu d'habitations des ducs et des barons sur Villard Honorous
- Les Mazuers : les maisons
- Les Auches : hameau récent doit son nom au nom cadastral du terrain
- Les Clos :  endroit plat près de tors (en patois, clos veut dire plat)
- Tors : du nom d'une famille possédant cet endroit, les Thaores
- Le Terroir : hameau récent doit son nom au nom cadastral du terrain
- Les Sagnes : hameau récent doit son nom au nom cadastral du terrain, ce nom veut dire saignées : petites sources
- Payon : petit pays
- Pontcharra : pont romain sur La Mouche où passait les chars (ce petit pont a été détruit par une crue à la fin du XXe siècle)
- Le Marais : endroit marécageux

## Histoire
Dans les temps féodaux, la commune faisait partie d'une seigneurie « Le Freynet » qui comprenait trois villages qui s'appelaient Villard Christophe, Villard Honorous et Le Freynet (devenu plus tard Nantes-en-Ratier à la suite de conquêtes entre le seigneur de Rattier et le seigneur de Comboursier)
Une anecdote raconte que Hugues Capet aurait eu une bergère au château de Comboursier.
À la Révolution, les communes se sont alors séparées pour devenir Villard-Saint-Christophe, Saint-Honoré et Nantes-en-Rattier.
La légende des Carcaris : 
on racontait que des petits êtres farceurs, appelés les Carcaris, chapardaient le linge oublié étendu la nuit et faisaient toutes sortes de farces.
Dans les années 1960, un projet de station de ski est imaginé (Saint Honoré 1500) avec une liaison avec  l'Alpe du Grand Serre (ouverte en 1988), avec une capacité d'hébergement de 1500 lits. Deux télésièges sont installés ainsi que des téléskis. Le projet immobilier est arrêté en mars 1993 puis en liquidation en juin 1995. La station de ski perdurera jusqu'en 2004, les remontées mécaniques sont démontées entre 2005 et 2007.

## Politique et administration

### Liste des maires
| Période              | Période          | Identité          | Étiquette | Qualité   |
| -------------------- | ---------------- | ----------------- | --------- | --------- |
| (avant la Guerre)    |                  | Ferdinand Poncet  |           |           |
| (début de la Guerre) |                  | Paul Guillot      |           |           |
| 1953                 | 1959             | Paul Guillot      |           |           |
| 1965                 | 1990             | Charles Poncet    |           |           |
| 1990                 | 1995             | Maurice Dolmadjan |           |           |
| 1995                 | 2007             | Dominique Guillot |           |           |
| 2007                 | 2020             | Nicole Delpuech   | SE        | Retraitée |
| 2020                 | 2021 (démission) | Jean-Luc Michon   |           |           |
| 2021                 | en cours         | Jean-Pierre Curt  |           |           |
|                      |                  |                   |           |           |

## Population et société

### Démographie
L'évolution du nombre d'habitants est connue à travers les recensements de la population effectués dans la commune depuis 1793. Pour les communes de moins de 10 000 habitants, une enquête de recensement portant sur toute la population est réalisée tous les cinq ans, les populations de référence des années intermédiaires étant quant à elles estimées par interpolation ou extrapolation. Pour la commune, le premier recensement exhaustif entrant dans le cadre du nouveau dispositif a été réalisé en 2008.

En 2022, la commune comptait 819 habitants, en évolution de +1,11 % par rapport à 2016 (Isère : +3,07 %, France hors Mayotte : +2,11 %).
| 1793 | 1800 | 1806 | 1821 | 1831 | 1836 | 1841 | 1846 | 1851 |
| ---- | ---- | ---- | ---- | ---- | ---- | ---- | ---- | ---- |
| 571  | 638  | 883  | 865  | 725  | 647  | 710  | 704  | 706  |

| 1856 | 1861 | 1866 | 1872 | 1876 | 1881 | 1886 | 1891 | 1896 |
| ---- | ---- | ---- | ---- | ---- | ---- | ---- | ---- | ---- |
| 668  | 687  | 643  | 611  | 565  | 523  | 508  | 469  | 498  |

| 1901 | 1906 | 1911 | 1921 | 1926 | 1931 | 1936 | 1946 | 1954 |
| ---- | ---- | ---- | ---- | ---- | ---- | ---- | ---- | ---- |
| 468  | 472  | 462  | 418  | 397  | 390  | 356  | 341  | 380  |

| 1962 | 1968 | 1975 | 1982 | 1990 | 1999 | 2006 | 2008 | 2013 |
| ---- | ---- | ---- | ---- | ---- | ---- | ---- | ---- | ---- |
| 367  | 324  | 287  | 525  | 715  | 779  | 805  | 813  | 806  |

| 2018 | 2022 | - | - | - | - | - | - | - |
| ---- | ---- | - | - | - | - | - | - | - |
| 818  | 819  | - | - | - | - | - | - | - |

### Enseignement
La commune est rattachée à l'académie de Grenoble.

### Médias
Historiquement, le quotidien régional Le Dauphiné libéré consacre, chaque jour, y compris le dimanche, dans son édition de Romanche et Oisans, un ou plusieurs articles à l'actualité de la communauté de communes, du canton, ainsi que des informations sur les éventuelles manifestations locales.
La commune est située sur l'aire de diffusion de radio Ici Isère, une radio publique qui émet sur tout le territoire du département de l'Isère.

### Cultes
L'église paroissiale est dédiée à Saint Honoré.

### Sports
La commune accueille la Skyrace des Matheysins, épreuve internationale de skyrunning, depuis 2016.

## Économie
Début 2023, l'entreprise Rosi Solar met en service à Saint-Honoré une usine de recyclage des panneaux photovoltaïques.
Employant 15 salariés, l'usine, pionnière en la matière, peut recycler 3 000 tonnes de panneaux par an.

## Culture et patrimoine

### Patrimoine religieux
- Église Saint-Honoré.

### Personnalités liées à la commune
|  | Saint-Honoré (Isère) possède des armoiries dont l'origine et le blasonnement exact ne sont pas disponibles. |